# Hwangbo Kwan
Hwangbo Kwan (en hangul, 황보관; en hanja, 皇甫 官; nacido el 1 de marzo de 1965 en Daegu, Gyeongsang del Norte) es un exfutbolista y actual entrenador surcoreano. Jugaba de centrocampista y su último club fue el Oita Trinity de Japón. Actualmente no dirige a ningún equipo.
Hwangbo desarrolló su carrera en varios clubes, entre los que se encuentran Yukong Elephants y Oita Trinity. Además, fue internacional absoluto por la Selección de fútbol de Corea del Sur y disputó la Copa Mundial de la FIFA 1990. En este certamen, es recordado por anotar un gol de tiro libre de larga distancia a España, válido por la segunda fecha de la fase de grupos. El balón alcanzó una velocidad de 114 km/h durante su recorrido.

## Trayectoria

### Clubes como futbolista
| Club             | País          | Año         |
| ---------------- | ------------- | ----------- |
| Yukong Elephants | Corea del Sur | 1988 - 1995 |
| Oita Trinity     | Japón         | 1996 - 1997 |

### Selección nacional como futbolista
| Selección | País          | Año         |
| --------- | ------------- | ----------- |
| Absoluta  | Corea del Sur | 1988 - 1993 |

### Clubes como entrenador
| Club                                     | País          | Año         |
| ---------------------------------------- | ------------- | ----------- |
| Oita Trinita (asistente)                 | Japón         | 1999        |
| Oita Trinita sub-18                      | Japón         | 2000 - 2003 |
| Oita Trinita                             | Japón         | 2004        |
| Oita Trinita                             | Japón         | 2005        |
| Oita Trinita (vicepresidente & director) | Japón         | 2006 - 2010 |
| Oita Trinita                             | Japón         | 2010 - 2011 |
| F.C. Seoul                               | Corea del Sur | 2011        |

## Estadísticas

### Como futbolista

#### Selección nacional
Fuente:
| Selección de Corea del Sur | Selección de Corea del Sur | Selección de Corea del Sur |
| Año                        | Part.                      | Goles                      |
| -------------------------- | -------------------------- | -------------------------- |
| 1988                       | 1                          | 0                          |
| 1989                       | 13                         | 5                          |
| 1990                       | 13                         | 4                          |
| 1991                       | 0                          | 0                          |
| 1992                       | 1                          | 0                          |
| 1993                       | 8                          | 1                          |
| Total                      | 36                         | 10                         |

##### Goles internacionales
| No  | Fecha                 | Sede        | Oponente               | Gol     | Resultado | Competición                                          |
| --- | --------------------- | ----------- | ---------------------- | ------- | --------- | ---------------------------------------------------- |
| 1.  | 5 de junio de 1989    | Singapur    | Malasia                | 1 gol   | 3-0       | Eliminatorias para la Copa Mundial de Fútbol de 1990 |
| 2.  | 8 de agosto de 1989   | Los Ángeles | México                 | 2 goles | 2-4       | Partido amistoso                                     |
| 3.  | 8 de agosto de 1989   | Los Ángeles | México                 | 2 goles | 2-4       | Partido amistoso                                     |
| 4.  | 25 de octubre de 1989 | Singapur    | Arabia Saudita         | 1 gol   | 2-0       | Eliminatorias para la Copa Mundial de Fútbol de 1990 |
| 5.  | 28 de octubre de 1989 | Singapur    | Emiratos Árabes Unidos | 1 gol   | 1-1       | Eliminatorias para la Copa Mundial de Fútbol de 1990 |
| 6.  | 10 de febrero de 1990 | Ta' Qali    | Malta                  | 1 gol   | 2-1       | Partido amistoso                                     |
| 7.  | 17 de junio de 1990   | Údine       | España                 | 1 gol   | 1-3       | Copa Mundial de Fútbol de 1990                       |
| 8.  | 29 de julio de 1990   | Pekín       | Corea del Norte        | 1 gol   | 1-0       | Copa Dinastía 1990                                   |
| 9.  | 5 de octubre de 1990  | Pekín       | Tailandia              | 1 gol   | 1-0       | Juegos Asiáticos de 1990                             |
| 10. | 7 de junio de 1993    | Seúl        | Líbano                 | 1 gol   | 2-0       | Eliminatorias para la Copa Mundial de Fútbol de 1994 |

##### Participaciones en fases finales
| Torneo                         | Sede   | Resultado    | Partidos | Goles |
| ------------------------------ | ------ | ------------ | -------- | ----- |
| Copa Asiática 1988             | Catar  | Subcampeón   | 1        | 0     |
| Copa Mundial de Fútbol de 1990 | Italia | Primera fase | 2        | 1     |
| Juegos Asiáticos de 1990       | Pekín  | Tercer lugar | —        | —     |

## Palmarés

### Como futbolista

#### Títulos nacionales
| Título                   | Club             | País          | Año  |
| ------------------------ | ---------------- | ------------- | ---- |
| K League 1               | Yukong Elephants | Corea del Sur | 1989 |
| Copa de la Liga de Corea | Yukong Elephants | Corea del Sur | 1994 |

#### Distinciones individuales
| Distinción                    | Año  |
| ----------------------------- | ---- |
| Novato del Año de la K League | 1988 |
| K League 1 Best XI            | 1988 |
| K League 1 Best XI            | 1994 |